# Nicky Jennings
Nicholas Jennings (Wellington, 18 gennaio 1946 – 4 giugno 2016) è stato un calciatore inglese, di ruolo attaccante.

## Caratteristiche tecniche
Era una veloce ala sinistra.

## Carriera
Si forma nel Wellington e nel 1963 viene ingaggiato dal Plymouth voluto dall'allenatore Andy Beattie, squadra della serie cadetta inglese, esordendo in prima squadra il 1º febbraio 1964 nella vittoria casalinga per 1-0 contro il Bury.. Giocherà con i Pilgrims sino al gennaio 1967, quando passa per £25.000 al Portsmouth, sempre nella serie cadetta inglese.
Nella stagione 1973 si trasferisce negli Stati Uniti d'America per giocare nella NASL, ingaggiato dal Dallas Tornado. Con i Tornado raggiunge la finale del torneo, nel quale però non venne impiegato, persa contro i Philadelphia Atoms.
Nel novembre 1973 ha una breve esperienza di un mese in prestito all'Aldershot.
Nel maggio 1974 a cartellino libero passò all'Exeter City, squadra della Fourth Division. Con i Grecians ottenne la promozione in terza serie grazie al secondo posto ottenuto nella Fourth Division 1976-1977.
Terminata l'esperienza con l'Exeter City divenne allenatore-giocatore del Wellington Town, lasciando poi definitivamente il mondo del calcio.